# ТВ Вијести
ТВ Вијести је црногорска телевизијска станица са седиштем у Подгорици. Програм је покренут 15. маја 2008. као телевизија листа Вијести. Телевизија запошљава око стотину радника, укључујући и стручне новинаре и техничке експерте, који користе најновију технологију и најновије мреже.

## Програм
- Вијести
- Без граница
- Боје јутра
- Екстра лајфстајл
- Метео центар
- Начисто са Петром Комненићем